# Trichogramma australicum
Trichogramma australicum är en stekelart som beskrevs av Girault 1912. Trichogramma australicum ingår i släktet Trichogramma och familjen hårstrimsteklar. Inga underarter finns listade i Catalogue of Life.